# Авенель
Авене́ль (фр. Avesnelles) — коммуна во Франции, регион О-де-Франс, департамент Нор, округ Авен-сюр-Эльп, кантон Фурми.

Население (2017) — 2 495 человек.

## Достопримечательности
- Церковь Сен-Дени

## Экономика
Структура занятости населения:
- сельское хозяйство — 2,1 %
- промышленность — 16,1 %
- строительство — 8,6 %
- торговля, транспорт и сфера услуг — 28,8 %
- государственные и муниципальные службы — 44,4 %

Уровень безработицы (2013) — 17,5 % (Франция в целом — 12,8 %, департамент Нор — 17,2 %). 

Среднегодовой доход на 1 человека, евро (2013) — 17 991 (Франция в целом — 25 140, департамент Нор — 18 575).

## Администрация
С 2020 года администрацию Авенеля возглавляет Антуан Бадиди (Antoine Badidi). На муниципальных выборах 2020 года возглавляемый им независимый блок одержал победу во 2-м туре, получив 47,67 % голосов (из трех списков).

## Демография
Динамика численности населения, чел.